# Bochovice
Bochovice är en ort i Tjeckien.   Den ligger i regionen Vysočina, i den centrala delen av landet, 140 km sydost om huvudstaden Prag. Bochovice ligger 519 meter över havet och antalet invånare är 156.
Terrängen runt Bochovice är lite kuperad. Runt Bochovice är det tätbefolkat, med 276 invånare per kvadratkilometer. Närmaste större samhälle är Třebíč, 11,8 km söder om Bochovice. Omgivningarna runt Bochovice är en mosaik av jordbruksmark och naturlig växtlighet.